# San Bernardo, Jalisco
San Bernardo är en ort i Mexiko.   Den ligger i kommunen Teocaltiche och delstaten Jalisco, i den centrala delen av landet, 400 km nordväst om huvudstaden Mexico City. San Bernardo ligger 1 805 meter över havet och antalet invånare är 111.
Terrängen runt San Bernardo är en högslätt. Runt San Bernardo är det ganska glesbefolkat, med 39 invånare per kvadratkilometer. Närmaste större samhälle är Encarnación de Díaz, 19,4 km sydost om San Bernardo. Trakten runt San Bernardo består till största delen av jordbruksmark.